# Saus, Camallera i Llampaies
Saus, Camallera i Llampaies település Spanyolországban, Girona tartományban. Saus, Camallera i Llampaies Vilaür, Sant Mori, Vilopriu, Viladasens és Bàscara községekkel határos. Lakosainak száma 898 fő (2024).

## Népesség
A település népessége az elmúlt években az alábbi módon változott:
| Lakosok száma | 337  | 782  | 740  | 825  | 719  | 713  | 768  | 815  | 837  | 898  |
|               | 1717 | 1887 | 1936 | 1960 | 1986 | 2004 | 2009 | 2014 | 2019 | 2024 |